# Thamnopora boloniensis
Espèce
Thamnopora boloniensis est une espèce éteinte de coraux tabulés, décrite dans le Frasnien (Dévonien supérieur) de Pologne.
Elle était autrefois appelée Favosites boloniensis, selon le nom que lui avait donné Jules Gosselet en 1877.